# Tenira
Tenira (em árabe: تنيرة) é uma comuna localizada na província de Sidi Bel Abbès, Argélia. De acordo com o censo de 2008, a população total da cidade era de 10 049 habitantes.